# De Tomaso Guarà
La De Tomaso Guarà est une voiture de sport produite de 1993 à 2004 par De Tomaso et qui succède à la De Tomaso Pantera. Elle a été dévoilée au Salon international de l'automobile de Genève en 1993.
| production |    |
| ---------- | -- |
| Coupé      | 38 |
| Barchetta  | 10 |
| Spyder     | 3  |
| Total:     | 51 |

à la fin des années 80, les ventes de la marque De Tomaso sont au plus bas. La Deauville et la Longchamp sont donc retirés du catalogue. Et la Pantera est restylée devenant Pantera SI. Mais cette nouvelle version sera un énorme échec. Alejandro de Tomaso décide alors de concevoir un nouveau modèle, la Guarà. L'auto se base donc sur la Maserati Barchetta dont elle reprendra le châssis.

## De Tomaso Guarà (1993-1998)
La Guarà est produite de 1993 à 1998 et constitue la première phase de cette voiture succédant à la De Tomaso Pantera.
Elle utilise un moteur V8 BMW de 4 L de cylindrée développant une puissance de 286 ch et un couple de 402 N m.
Performances :
- Vitesse maximale : 270 km/h
- 0-100 km/h : 5 secondes
- Rapport poids/puissance : 4,196 ch/kg
- Rapport puissance/litre : 71,823 ch/litre

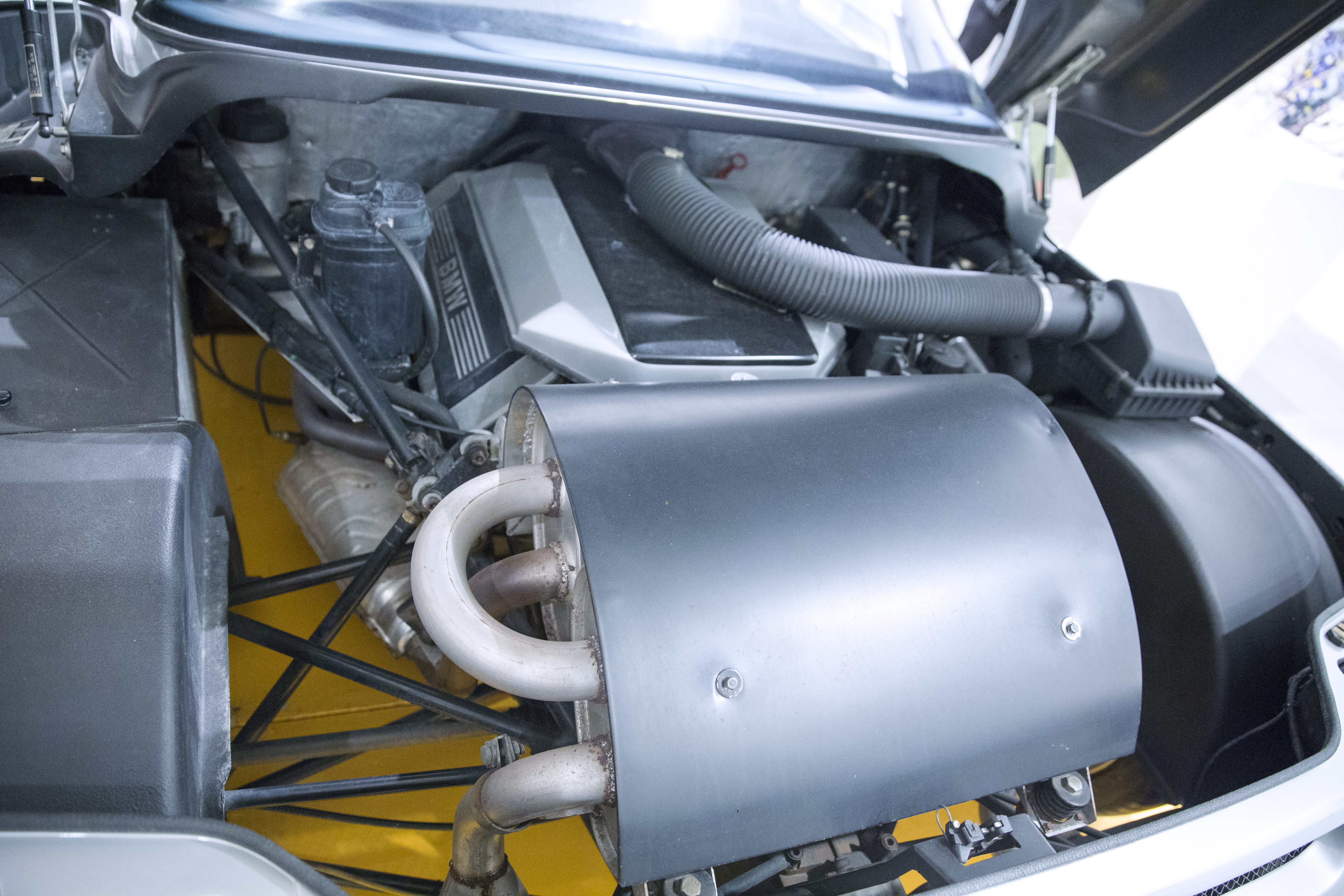
Moteur BMW d'une Guarà

## De Tomaso Guarà (1998-2004)
De 1998 à 2004 une seconde phase est lancée. Le moteur BMW est remplacé par un bloc Ford V8 de 4,6 litres de cylindrée équipant entre autres la Ford Mustang et qui développe une puissance de 320 ch et un couple de 407 N m.
Performances :
- Vitesse maximale : 270 km/h
- 0-100 km/h : 4,8 secondes
- Rapport poids/puissance : 3,75 kg/ch
- Rapport puissance/litre : 69,55 ch/litre

## De Tomaso Guarà Spider (1994)
La Guarà Spider est la version Spider de la Guarà. Elle sera vendue avec le V8 BMW de 4 litres de cylindrée pour 286 ch, 402 Nm de couple et 270 km/h en v-max. Et le tout dernier exemplaire produit sera équipé du V8 Ford de 4,6 litres de cylindrée pour 305 ch 407 N m de couple, 270 km/h en vitesse de pointe. Et ce dernier exemplaire recevra un intérieur spécial et unique.
3 voitures ont été réalisées, une violette en 1994, une rouge en 1996 et une grise en 1997.

## De Tomaso Guarà Barchetta (1994)
La Guarà Barchetta est une version sans pare-brise proposé avec les mêmes moteurs BMW que la version coupé et la version spider. 10 Barchetta seront vendus en 2 ans de production.